# Саблино (Рязанская область)
Са́блино — село в Сасовском районе Рязанской области России. Входит в состав Алёшинского сельского поселения.

## Географическое положение
Расположено в центре района, на 35-м км автодороги Р124 Шацк — Касимов, в 5 км от райцентра Сасово. Основная часть села находится на левом крутом берегу реки Алёшни, но часть домов расположена и в припойменной части. Во время весеннего половодья реки Цна и Алёшня выходят из берегов и сливаются воедино, затапливая общую пойму и разливаясь на 5—6 км в ширину.
Ближайшие населённые пункты:
- село Лукьяново в 2 км к северо-востоку по асфальтированной дороге;
- город Сасово в 3 км к северо-востоку по асфальтированной дороге;
- село Алёшино в 1 км к югу по асфальтированной дороге;
- посёлок Сотницыно в 6 км к юго-западу по асфальтированной дороге;
- село Верхнее Мальцево в 5 км к западу по асфальтированной дороге.

Ближайшая железнодорожная станция — Сотницыно в 5 км к западу по асфальтированной дороге.

## Население
| 1981 | 1989 | 2002 | 2010 |
| ---- | ---- | ---- | ---- |
| 320  | ↘215 | ↘137 | ↘114 |

Село имеет постоянное население, но часть домов используется «под дачу».

## Инфраструктура
Через село проходит трасса регионального значения Р124 Шацк — Касимов. Здесь же от неё отходит дорога в посёлок Сотницыно и село Верхнее Мальцево. В селе 2 улицы: Есенина и Придорожная. В северной части села располагается действующая каменная церковь. На противоположной стороне дороги находится кладбище. Вдоль трассы расположены 2 кафе, автосервис и автозаправочная станция.

## Хозяйство
В советское время на западной окраине села находилась молочно-товарная ферма и теплицы.